# Estheria turneri
Estheria turneri är en tvåvingeart som först beskrevs av Fritz Isidore van Emden 1947.  Estheria turneri ingår i släktet Estheria och familjen parasitflugor. Inga underarter finns listade i Catalogue of Life.